# Liste der Stolpersteine in Ljubljana

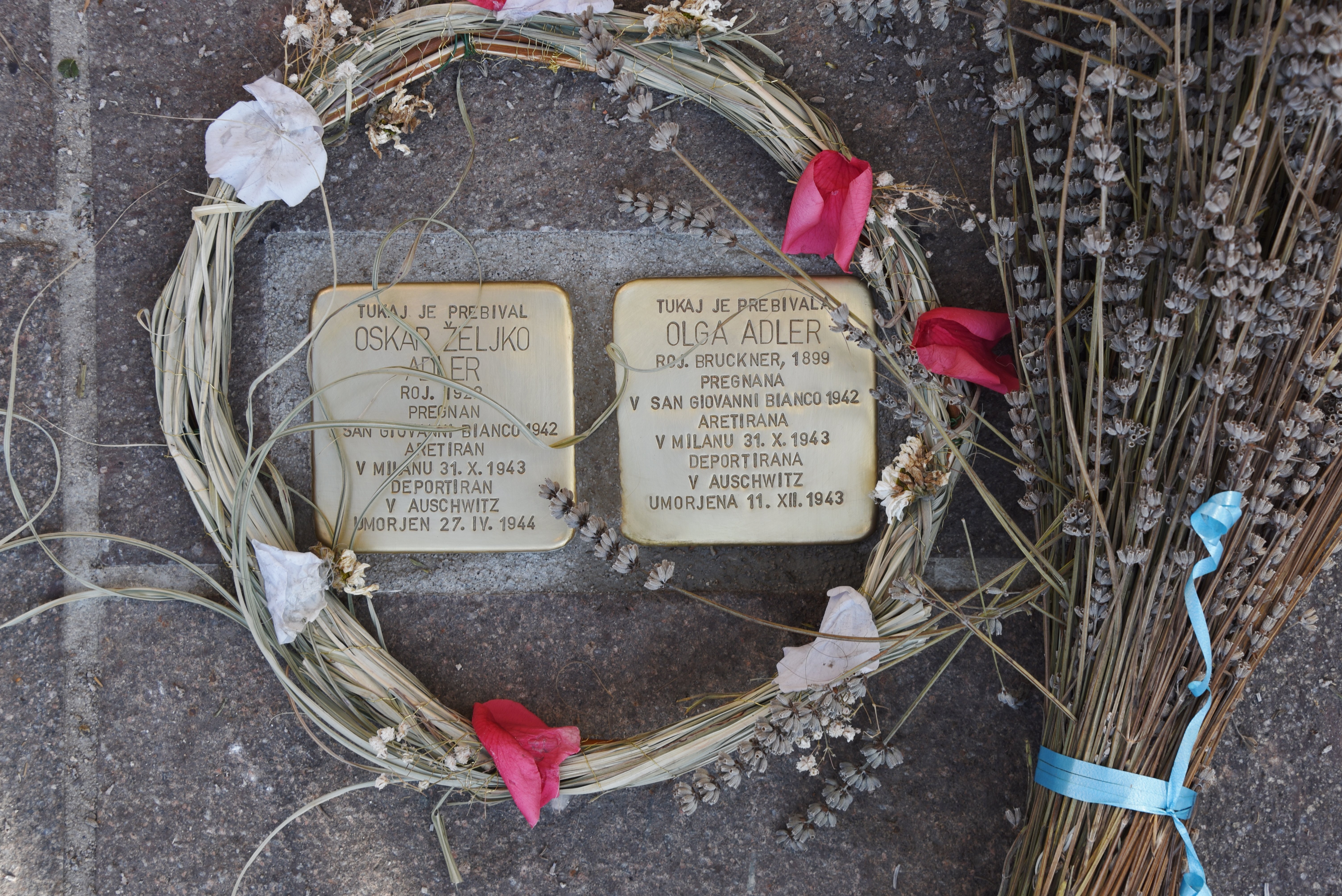
Stolpersteine in Ljubljana

Die Liste der Stolpersteine in Ljubljana enthält die Stolpersteine, die vom Kölner Künstler Gunter Demnig in der slowenischen Hauptstadt Ljubljana (deutsch Laibach) verlegt wurden. Stolpersteine erinnern an das Schicksal der Menschen, die von den Nationalsozialisten ermordet, deportiert, vertrieben oder in den Suizid getrieben wurden. Stolpersteine liegen im Regelfall vor dem letzten selbstgewählten Wohnsitz des Opfers.
Die ersten Verlegungen in Ljubljana erfolgten am 6. August 2018 durch den Künstler persönlich.

## Verlegte Stolpersteine
In Ljubljana wurden 68 Stolpersteine an 24 Adressen verlegt. (Stand: November 2021)
| Stolperstein | Übersetzung | Verlegeort            | Name, Leben                                            |
| ------------ | --- | --------------------- | ------------------------------------------------------ |
|              | HIER LEBTE OLGA ADLER GEB. BRUCKNER, 1899 VERTRIEBEN NACH SAN GIOVANNI BIANCO 1942 VERHAFTET IN MAILAND 31.10.1943 DEPORTIERT NACH AUSCHWITZ ERMORDET 11.12.1943                         | Cankarjevo nabrežje 1 | Olga Adler (1899–1943)                                 |
|              | HIER LEBTE OSKAR ŽELJKO ADLER GEB. 1922 VERTRIEBEN NACH SAN GIOVANNI BIANCO 1942 VERHAFTET IN MAILAND 31.10.1943 DEPORTIERT NACH AUSCHWITZ ERMORDET 27.4.1944                            | Cankarjevo nabrežje 1 | Oskar Željko Adler (1922–1944)                         |
|              | HIER LEBTE EDVARD BADER GEB. 1889 VERHAFTET 8.11.1943 DEPORTIERT NACH DACHAU ERMORDET 18.2.1945 IN BUCHENWALD                                                                            | Cesta 27. aprila 1    | Edvard Bader (1889–1945)                               |
|              | HIER LEBTE FRIDA BAUMGARTEN GEB. GROSSMAN, 1884 VERHAFTET 12.9.1944 VERSCHLEPPT NACH SALZBURG ÜBERLEBT                                                                                   | Lepodvorska ul. 26    | Frida Baumgarten (1884–)                               |
|              | HIER LEBTE DR. HUGO BAUMGARTEN GEB. 1881 VERHAFTET 12.9.1944 DEPORTIERT NACH DACHAU ERMORDET 15.3.1945 IN BERGEN-BELSEN                                                                  | Lepodvorska ul. 26    | Hugo Baumgarten (1881–1945)                            |
|              | HIER LEBTE OTON BAUMGARTEN GEB. 1913 VERHAFTET 12.9.1944 DEPORTIERT NACH DACHAU ERMORDET 28.2.1945 IN NEUENGAMME                                                                         | Križevniška ul. 7     | Oton Baumgarten (1913–1945)                            |
|              | HIER LEBTE DR. MARJANA BAUMGARTEN-BRIŠKI GEB. 1914 VERHAFTET 12.9.1944 VERSCHLEPPT NACH SALZBURG DEPORTIERT NACH RAVENSBRÜCK, SALZGITTER, BERGEN-BELSEN ÜBERLEBT                         | Lepodvorska ul. 26    | Marjana Baumgarten-Briški (1914–)                      |
|              | HIER LEBTE TANJA BENULIČ GEB. POLLAK, 1920 VERHAFTET 11.9.1944 DEPORTIERT NACH AUSCHWITZ BERGEN-BELSEN BEFREIT                                                                           | Erjavčeva 29          | Tanja Benulić (1920–)                                  |
|              | HIER LEBTE AMADEO BOLAFFIO GEB. 1892 GEFLÜCHTET NACH CASTELLO PORPETTO VERHAFTET 10.4.1944 ÜBERSTELLT IN DIE RISIERA ERMORDET 30.4.1944 IN AUSCHWITZ                                     | Medvedova ul. 13      | Amadeo Bolaffio (1892–1944)                            |
|              | HIER LEBTE AMALIJA BOLAFFIO GEB. PEGAN, 1889 VERHAFTET 12.9.1944 DEPORTIERT NACH AUSCHWITZ BEFREIT                                                                                       | Trubarjeva cesta 41   | Amalija Bolaffio geb. Pegan (1889–)                    |
|              | HIER LEBTE EVGEN BOLAFFIO GEB. 1888 VERHAFTET 12.9.1944 DEPORTIERT NACH DACHAU BEFREIT                                                                                                   | Trubarjeva cesta 41   | Evgen Bolaffio (1888–)                                 |
|              | HIER LEBTE JOSIPINA BOLAFFIO GEB. PINCHLERLE, 1862 GEFLÜCHTET NACH CASTELLO PORPETTO VERHAFTET 10.4.1944 ÜBERSTELLT IN DIE RISIERA ERMORDET 30.4.1944 IN AUSCHWITZ                       | Medvedova ul. 13      | Josipina Bolaffio (1862–1944)                          |
|              | HIER LEBTE RENATO BOLAFFIO GEB. 1926 PARTISAN GEFALLEN 6.10.1942 NAHE LUŽARJIH | Trubarjeva cesta 41   | Renato Bolaffio (1926–1942)                            |
|              | HIER LEBTE NIVES CVETKO GEB. POLLAK, 1914 VERHAFTET 11.9.1944 DEPORTIERT NACH AUSCHWITZ BEFREIT                                                                                          | Erjavčeva 29          | Nives Cvetko (1914–)                                   |
|              | HIER LEBTE ADELA EBENSPANGER GEB. HAMMERSCHMIDT, 1884 VERHAFTET 11.9.1944 IM GERICHTSGEFÄNGNIS INHAFTIERT IN LJUBLJANA FREIGEKOMMEN                                                      | Tomišičeva ul. 12     | Adela Ebenspanger geb. Hammerschmidt (1884–)           |
|              | HIER LEBTE OSKAR EBENSPANGER GEB. 1879 VERHAFTET 11.9.1944 DEPORTIERT ERMORDET 18.3.1945 MAUTHAUSEN                                                                                      | Tomišičeva ul. 12     | Oskar Ebenspanger (1879–1945)                          |
|              | HIER LEBTE LIDIJA FILIPEC GEB. STEINBERG, 1916 VERHAFTET 28.10.1943 VERSCHLEPPT NACH SALZBURG ÜBERLEBT                                                                                   | Štefanova ul. 8       | Lidija Filipec (1916–)                                 |
|              | HIER LEBTE LUDVIK FILIPEC GEB. 1916 VERHAFTET 28.10.1943 DEPORTIERT NACH DACHAU ÜBERLEBT                                                                                                 | Štefanova ul. 8       | Ludvig Filipec (1916–)                                 |
|              | JELKA FISCHER GEB. SCHWARZ, 1878 VERBANNT NACH PRUNETTO VERHAFTET 25.1.1944 VERSCHLEPPT NACH PISTOIA, FOSSOLI ERMORDET 26.2.1944 IN AUSCHWITZ                                            | Dalmatinova ul. 15    | Jelka Fischer geb. Schwarz (1878–1944)                 |
|              | REGINA FISCHER GEB. 1909 VERBANNT NACH PRUNETTO VERHAFTET 25.1.1944 VERSCHLEPPT NACH PISTOIA, FOSSOLI ERMORDET 26.2.1944 IN AUSCHWITZ                                                    | Dalmatinova ul. 15    | Regina Fischer (1909–1944)                             |
|              | HIER LEBTE KLARA FRANKL GEB.GOSZTONYI, 1906 VERBANNT NACH CANTÙ 1942 ÜBERLEBT | Krojaška ulica        | Klara Frankl                                           |
|              | HIER LEBTE MIROSLAV FRANKL GEB. 1891 VERBANNT NACH CANTÙ 1942 ERMORDET 11.3.1944 IN FECCHIO                                                                                              | Krojaška ulica        | Miroslav Frankl                                        |
|              | HIER LEBTE ANGEL HAJMANN GEB. 1900 VERHAFTET 8.11.1941 DEPORTIERT NACH FERRAMONTE DI TARSIA BEFREIT                                                                                      | Križevniška ul. 5     | Angel Hajmann (1900–)                                  |
|              | HIER LEBTE ALFRED HEILIG GEB. 1880 VERHAFTET 11.9.1944 ERMORDET 26.2.1945 IN DACHAU | Igriška ul. 2         | Alfred Heilig (1880–1945)                              |
|              | HIER LEBTE LISELOTTE HEILIG GEB. 1920 VERHAFTET 14.9.1944 VERSCHLEPPT NACH BEGUNJE, RAVENSBRÜCK BEFREIT                                                                                  | Igriška ul. 2         | Liselotte Heilig (1920–)                               |
|              | HIER LEBTE MARIJA HEILIG GEB. SCHNEIDLER, 1885 VERHAFTET 14.9.1944 BEFREIT | Igriška ul. 2         | Marija Heilig geb. Schneidler (1885–)                  |
|              | HIER LEBTE ELZA HOFFMANN GEB. SCHISCHA, 1885 VERHAFTET 14.9.1944 VERSCHLEPPT NACH BEGUNJE ERMORDET 17.10.1944 IN RAVENSBRÜCK                                                             | Resljeva cesta 7      | Elza Hoffmann geb. Schischa (1885–1944)                |
|              | HIER LEBTE ING. EMIL HOFFMANN GEB. 1874 VERHAFTET 12.9.1944 ERMORDET 8.3.1945 IN MAUTHAUSEN                                                                                              | Resljeva cesta 7      | Ing. Emil Hoffmann (1874–1945)                         |
|              | HIER LEBTE EVA KAPPER GEB. 1935 VERTRIEBEN NACH AGORDO 1942 VERHAFTET IN PADUA 12.4.1944 VERSCHLEPPT NACH RISIERA DI SAN SABA DEPORTIERT NACH AUSCHWITZ ERMORDET 3.8.1944                | Beethovnova ul. 14    | Eva Kapper                                             |
|              | HIER LEBTE GUSTAV KAPPER GEB. 1897 VERTRIEBEN NACH AGORDO 1942 VERHAFTET IN PADUA 12.4.1944 VERSCHLEPPT NACH RISIERA DI SAN SABA DEPORTIERT NACH AUSCHWITZ ERMORDET 10.11.1944 IN DACHAU | Beethovnova ul. 14    | Gustav Kapper                                          |
|              | HIER LEBTE PETER KAPPER GEB. 1933 VERTRIEBEN NACH AGORDO 1942 VERHAFTET IN PADUA 12.4.1944 VERSCHLEPPT NACH RISIERA DI SAN SABA DEPORTIERT NACH AUSCHWITZ ERMORDET 3.8.1944              | Beethovnova ul. 14    | Peter Kapper                                           |
|              | HIER LEBTE TRUDA KAPPER GEB. LORANT, 1906 VERTRIEBEN NACH AGORDO 1942 VERHAFTET IN PADUA 12.4.1944 VERSCHLEPPT NACH RISIERA DI SAN SABA DEPORTIERT NACH AUSCHWITZ ERMORDET 3.8.1944      | Beethovnova ul. 14    | Truda Kapper                                           |
|              | HIER LEBTE BRUNO KLEMENČIČ GEB. 1900 VERHAFTET 12.9.1944 VERSCHLEPPT NACH DACHAU ERMORDET 31.12.1944 IN NEUENGAMME                                                                       | Resljeva cesta 7      | Bruno Klemenčič (1900–1944)                            |
|              | HIER LEBTE MARIJA KLEMENČIČ GEB. HOFFMANN, 1906 VERHAFTET 12.9.1944 VERSCHLEPPT NACH BEGUNJE, RAVENSBRÜCK BEFREIT                                                                        | Resljeva cesta 7      | Marija Klemenčič geb. Hoffmann (1906–)                 |
|              | HIER LEBTE THEODOR KRON GEB. 1894 VERHAFTET 8.11.1941 DEPORTIERT NACH FERRAMONTE DI TARSIA, BRIENZO BEFREIT                                                                              | Križevniška ul. 5     | Theodor Kron (1894–)                                   |
|              | HIER LEBTE IVANA LEITNER GEB. LÖBL, 1870 VERHAFTET 29.10.1943 DEPORTIERT NACH RAVENSBRÜCK ERMORDET 9.5.1944                                                                              | Levstikova ul. 15     | Ivana Leitner                                          |
|              | HIER LEBTE EMANUEL MAKS MANGEL GEB. 1898 VERBANNT NACH MALO 1942 ÜBERLEBT | Celovška cesta 44     | Emanuel Maks Mangel (1898–)                            |
|              | HIER LEBTE SABINA MANGEL GEB. SÜSSKIND, 1874 VERBANNT NACH MALO 1942 VERHAFTET 13.12.1943 VERSCHLEPPT NACH VICENZO ERMORDET 6.2.1944 IN AUSCHWITZ                                        | Celovška cesta 44     | Sabina Mangel (1874–1944)                              |
|              | HIER LEBTE SAMUEL MANGEL GEB. 1869 VERBANNT NACH MALO 1942 VERHAFTET 13.12.1943 VERSCHLEPPT NACH VICENZO ERMORDET 6.2.1944 IN AUSCHWITZ                                                  | Celovška cesta 44     | Samuel Mangel (1869–1944)                              |
|              | HIER LEBTE FELIKS MOSKOVIČ GEB. 1878 VERTRIEBEN NACH PAPOZZE 1942 VERHAFTET 30.11.1943 VERSCHLEPPT NACH ROVIGO, FOSSOLI DEPORTIERT NACH AUSCHWITZ ERMORDET 30.6.1944                     | Levstikova ul. 15     | Feliks Moskovič                                        |
|              | HIER LEBTE JULIJ MOSKOVIČ GEB. 1924 VERTRIEBEN NACH PAPOZZE 1942 VERHAFTET 30.11.1943 VERSCHLEPPT NACH ROVIGO, FOSSOLI DEPORTIERT NACH AUSCHWITZ ERMORDET 27.11.1944 IN FLOSSENBÜRG      | Levstikova ul. 15     | Julij Moskovič                                         |
|              | HIER LEBTE KLARA MOSKOVIČ GEB. LEITNER, 1896 VERHAFTET 29.10.1943 DEPORTIERT NACH RAVENSBRÜCK ERMORDET 1944745                                                                           | Levstikova ul. 15     | Klara Moskovič                                         |
|              | HIER LEBTE VERA MOSKOVIČ GEB. 1919 VERTRIEBEN NACH PAPOZZE 1942 VERHAFTET 30.11.1943 VERSCHLEPPT NACH ROVIGO, FOSSOLI DEPORTIERT NACH AUSCHWITZ ERMORDET 30.10.1944                      | Levstikova ul. 15     | Vera Moskovič                                          |
|              | DR.ING. BRUNO MIKOLAŠ GEB. 1906 VERHAFTET 28. IX. 1943 IN SPLIT VERLEGT NACH BELGRAD ERMORDET AM 6.2.1944 IN JAJINCI                                                                     | Celovška cesta 44     | Bruno Mikolaš (1906–1944)                              |
|              | HIER LEBTE MARIJA LUIZA MIKOLAŠ GEB. EBENSPANGER, 1910 VERHAFTET 11.9.1944 INTERNIERT IN GEFÄNGNISSEN IN LJUBLJANA ENTLASSEN                                                             | Celovška cesta 44     | Marija Luiza Mikolaš, geborene Ebenspanger (1910–1944) |
|              | HIER LEBTE ERNA POGAČNIK GEB. GOLDSTEIN, 1899 VERHAFTET 12.9.1944 VERSCHLEPPT NACH BEGUNJE DEPORTIERT NACH RAVENSBRÜCK ERMORDET 1944/45                                                  | Levstikova ul. 15     | Erna Pogačnik                                          |
|              | HIER LEBTE JAKOB POGAČNIK GEB. 1886 VERHAFTET 12.9.1944 DEPORTIERT NACH DACHAU ERMORDET 12.2.1945                                                                                        | Levstikova ul. 15     | Jakob Pogačnik                                         |
|              | HIER LEBTE ADELA POLLAK GEB. WERTHEIMER, 1881 VERHAFTET 28.10.1943 DEPORTIERT ERMORDET 28.2.1945 IN RAVENSBRÜCK                                                                          | Slomškova ul. 19      | Adela Pollak geb. Wertheimer (1881–1945)               |
|              | HIER LEBTE MARIJA POLLAK GEB. JEŠE, 1893 VERHAFTET 11.9.1944 DEPORTIERT NACH AUSCHWITZ BEFREIT                                                                                           | Erjavčeva 29          | Marija Pollak geb. Ješe (1893−)                        |
|              | HIER LEBTE PAVEL POLLAK GEB. 1873 VERHAFTET 11.9.1944 ERMORDET 8.3.1945 IN MAUTHAUSEN | Erjavčeva 29          | Pavel Pollak (1873–1945)                               |
|              | HIER LEBTE PETER POLLAK GEB. 1909 VERHAFTET 1942 DEPORTIERT NACH GONARS BEFREIT DANN PARTISAN GEFALLEN 7.1.1944 NAHE RAKITNICA                                                           | Slomškova ul. 19      | Peter Pollak (1909–1944)                               |
|              | HIER LEBTE RIKO POLLAK GEB. 1927 VERHAFTET 11.9.1944 DEPORTIERT NACH AUSCHWITZ BEFREIT                                                                                                   | Erjavčeva 29          | Riko Pollak (1927–1944 oder 1945)                      |
|              | HIER LEBTE IVAN ROTH GEB. 1913 VERHAFTET 25.11.1941 DEPORTIERT NACH ALESSANDRIO, CARPENEDOLO FREIGEKOMMEN                                                                                | Vegova ul. 8          | Ivan Roth (1913−)                                      |
|              | HIER LEBTE ĐURO SAVIĆ GEB. 1917 VERBANNT 1943 NACH VENEDIG VERHAFTET 26.5.1944 DEPORTIERT IN DIE RISIERA, NACH AUSCHWITZ, KAUFERING ERMORDET 6.3.1945 IN LEITMERITZ                      | Korytkova ul. 22      | Đuro Savić (1913–1945)                                 |
|              | HIER LEBTE STEVAN SAVIĆ GEB. 1911 VERBANNT 1943 NACH VENEDIG VERHAFTET 5.5.1944 DEPORTIERT IN DIE RISIERA, NACH AUSCHWITZ, KAUFERING LEITMERITZ BEFREIT                                  | Korytkova ul. 22      | Stevan Savić (1911–1980)                               |
|              | HIER LEBTE ARTUR SILBERSTEIN GEB. 1880 VERBANNT 1943 NACH VENEDIG VERHAFTET 26.5.1944 DEPORTIERT IN DIE RISIERA ERMORDET 3.8.1944 IN AUSCHWITZ                                           | Korytkova ul. 22      | Artur Silberstein (1880–1944)                          |
|              | HIER LEBTE PAVLA SILBERSTEIN GEB. WEISS, 1888 VERBANNT 1943 NACH VENEDIG VERHAFTET 26.5.1944 DEPORTIERT IN DIE RISIERA ERMORDET 3.8.1944 IN AUSCHWITZ                                    | Korytkova ul. 22      | Pavla Silberstein geb. Weiss (1888–1944)               |
|              | HIER LEBTE LILI STEINBERG GEB. OFFNER, 1889 VERHAFTET 28.10.1943 DEPORTIERT NACH RAVENSBRÜCK ERMORDET 1944/45                                                                            | Štefanova ul. 8       | Lili Steinberg                                         |
|              | HIER LEBTE VILJEM STEINBERG GEB. 1879 VERHAFTET 28.10.1943 DEPORTIERT NACH DACHAU ERMORDET 29.1.1944 IN BUCHENWALD                                                                       | Štefanova ul. 8       | Vilijem Steinberg                                      |
|              | HIER LEBTE FRITZ WOHLFEILER GEB. 1928 VERHAFTET 11.9.1944 DEPORTIERT NACH DACHAU BEFREIT                                                                                                 | Komenskega ul. 26     | Fritz Wohlfeiler (1928–)                               |
|              | HIER LEBTE JULIJ WOHLFEILER GEB. 1898 VERHAFTET 11.9.1944 DEPORTIERT NACH DACHAU BEFREIT                                                                                                 | Komenskega ul. 26     | Julij Wohlfeiler (1898–)                               |
|              | HIER LEBTE LADISLAV ZAJC GEB. 1901 VERHAFTET 12.9.1944 DEPORTIERT NACH DACHAU TROSTBERG ÜBERLEBT                                                                                         | Resljeva cesta 8      | Ladislav Zajc                                          |
|              | HIER LEBTE REGINA ZAJC GEB. STEINBERG, 1910 VERHAFTET 12.9.1944 VERSCHLEPPT NACH BEGUNJE DEPORTIERT NACH RAVENSBRÜCK ÜBERLEBT                                                            | Resljeva cesta 8      | Regina Zajc                                            |

## Verlegedaten
- Am 6. August 2018 verlegte Gunter Demnig die ersten 23 Stolpersteine in der slowenischen Hauptstadt Ljubljana. Die Verlegungen fanden in Anwesenheit von Staatspräsident Borut Pahor statt, die Schauspielerin Polona Vetrih las Gedichte. Organisiert wurde das Projekt vom Jüdischen Kulturzentrum Ljubljana in Zusammenarbeit mit der Synagoge Maribor, dem Mini Teater Ljubljana und ZRC SAZU (The Research Center of the Slovenian Academy of Sciences and Arts).[1][2] Weiters:
- 18. September 2019: Celovška cesta 44, Dalmatinova ul. 15, Erjavčeva 29, Igriška ul. 2, Krojaška ulica, Medvedova ul. 13, Resljeva cesta 7 (ohne Gunter Demnig)[3]
- 5. November 2020
- 9. September 2021: Korytkova ul. 22, Križevniška ul. 5, Vegova ul. 8 (ohne Gunter Demnig), zumindest sieben Stolpersteine an drei Anschriften[4]

## Typische Verlegesituationen

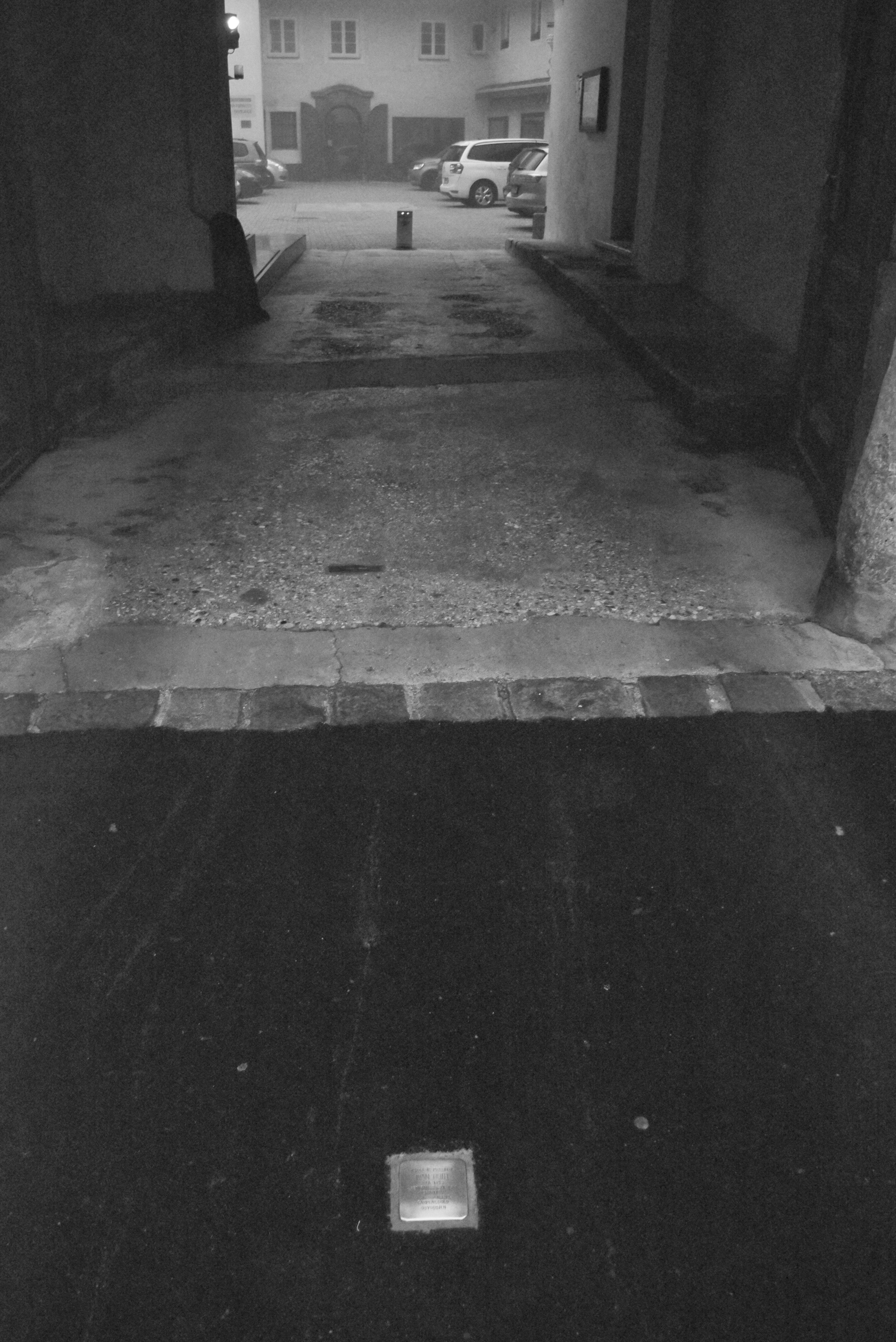
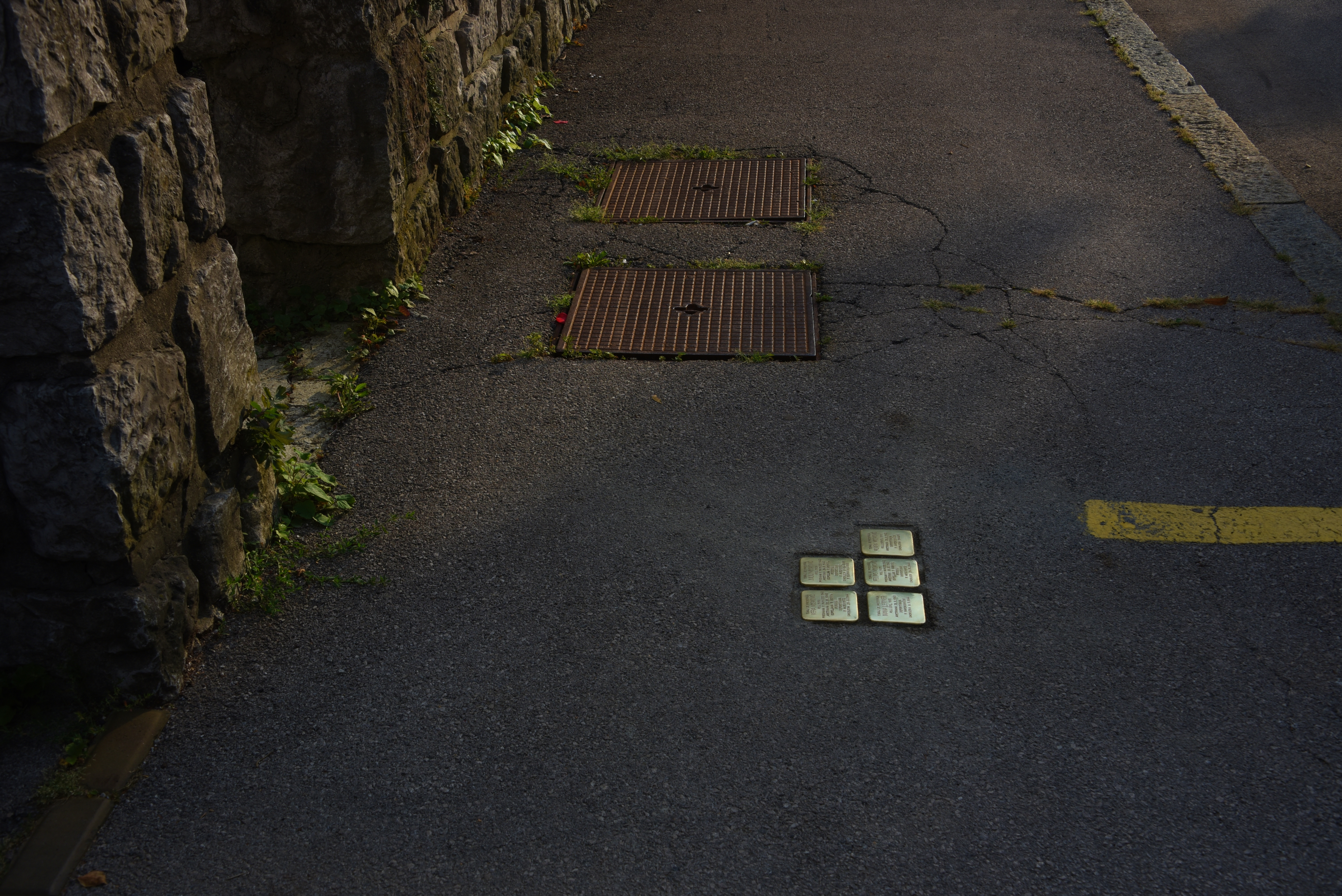
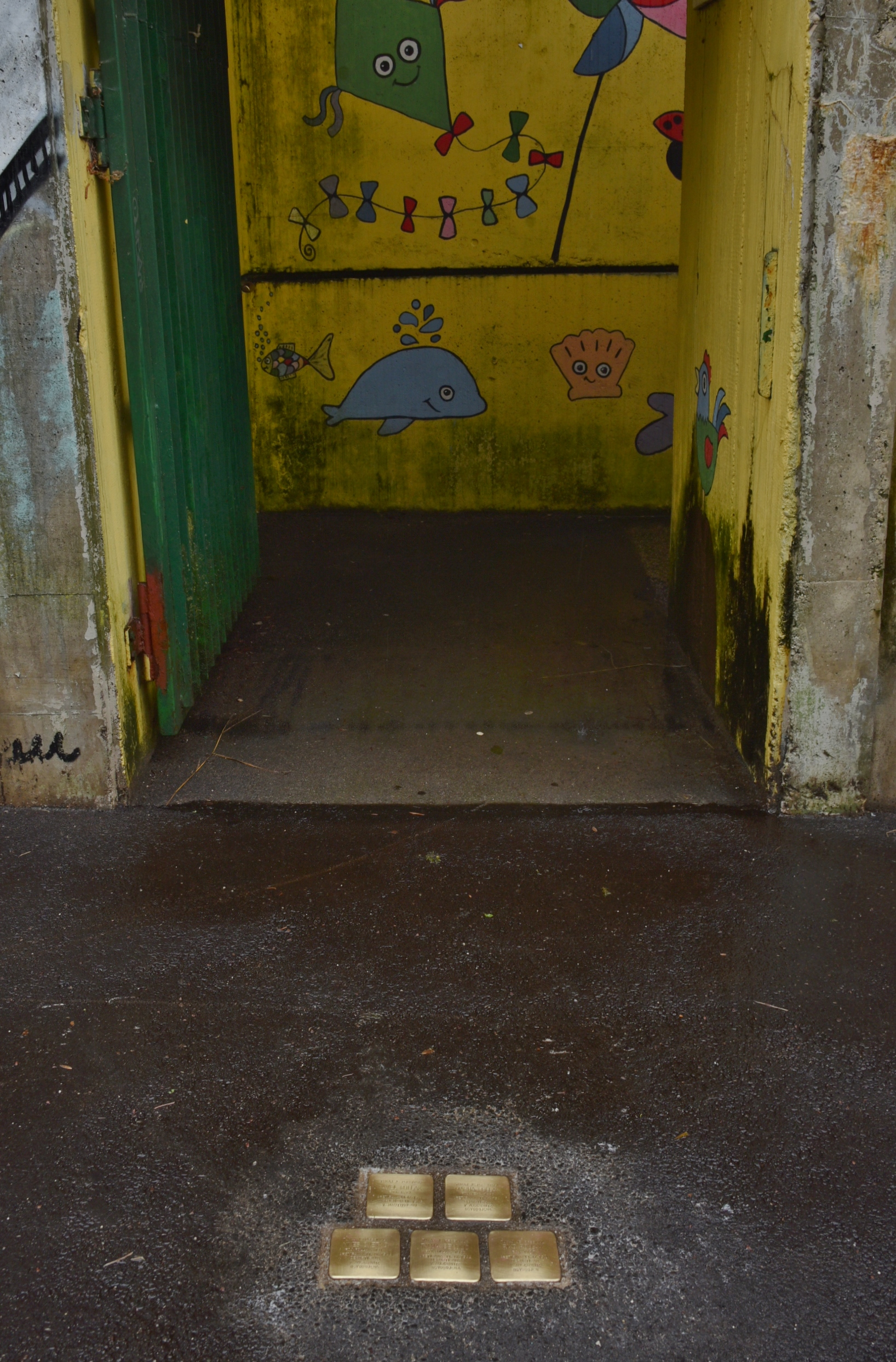
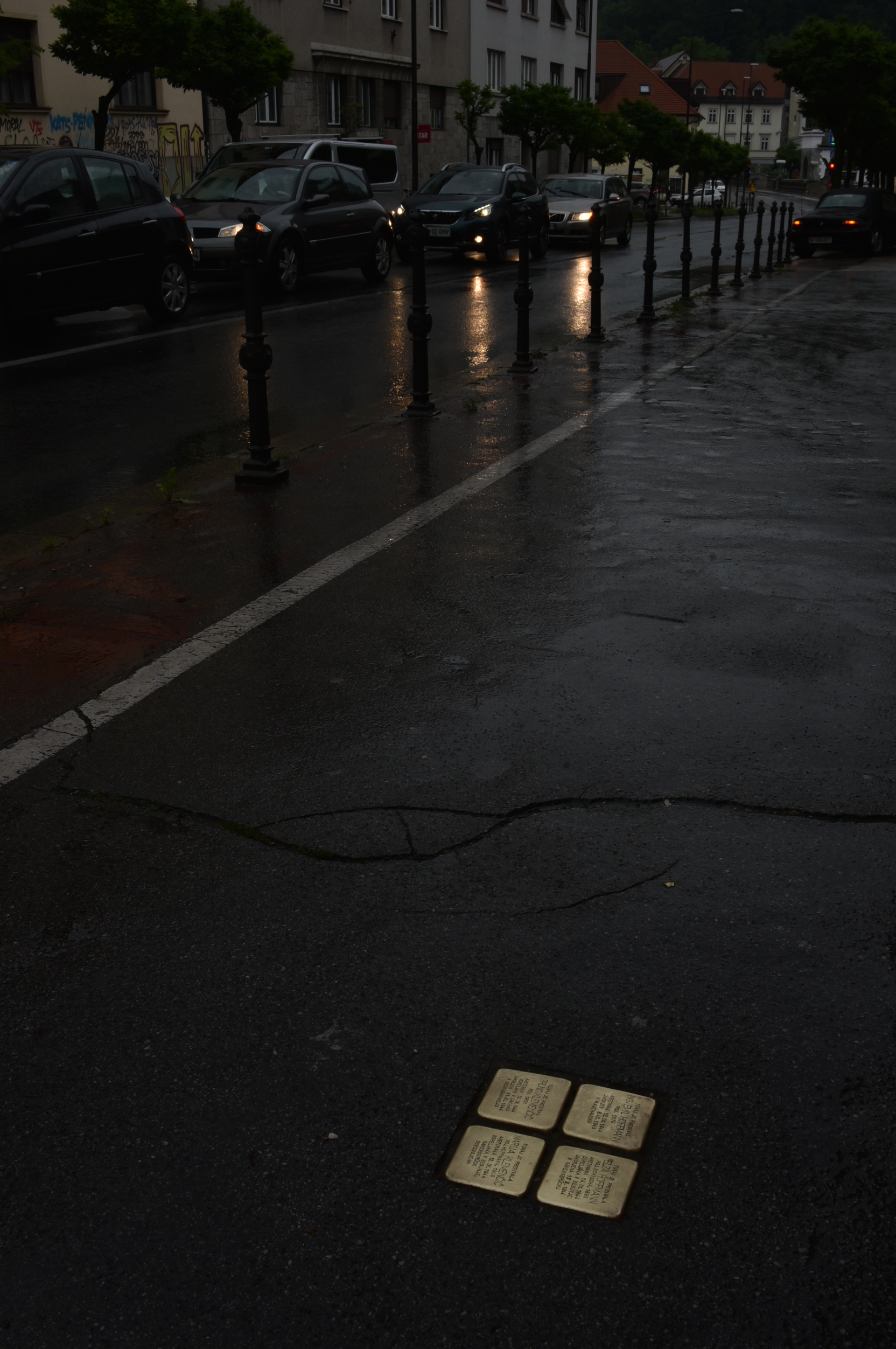
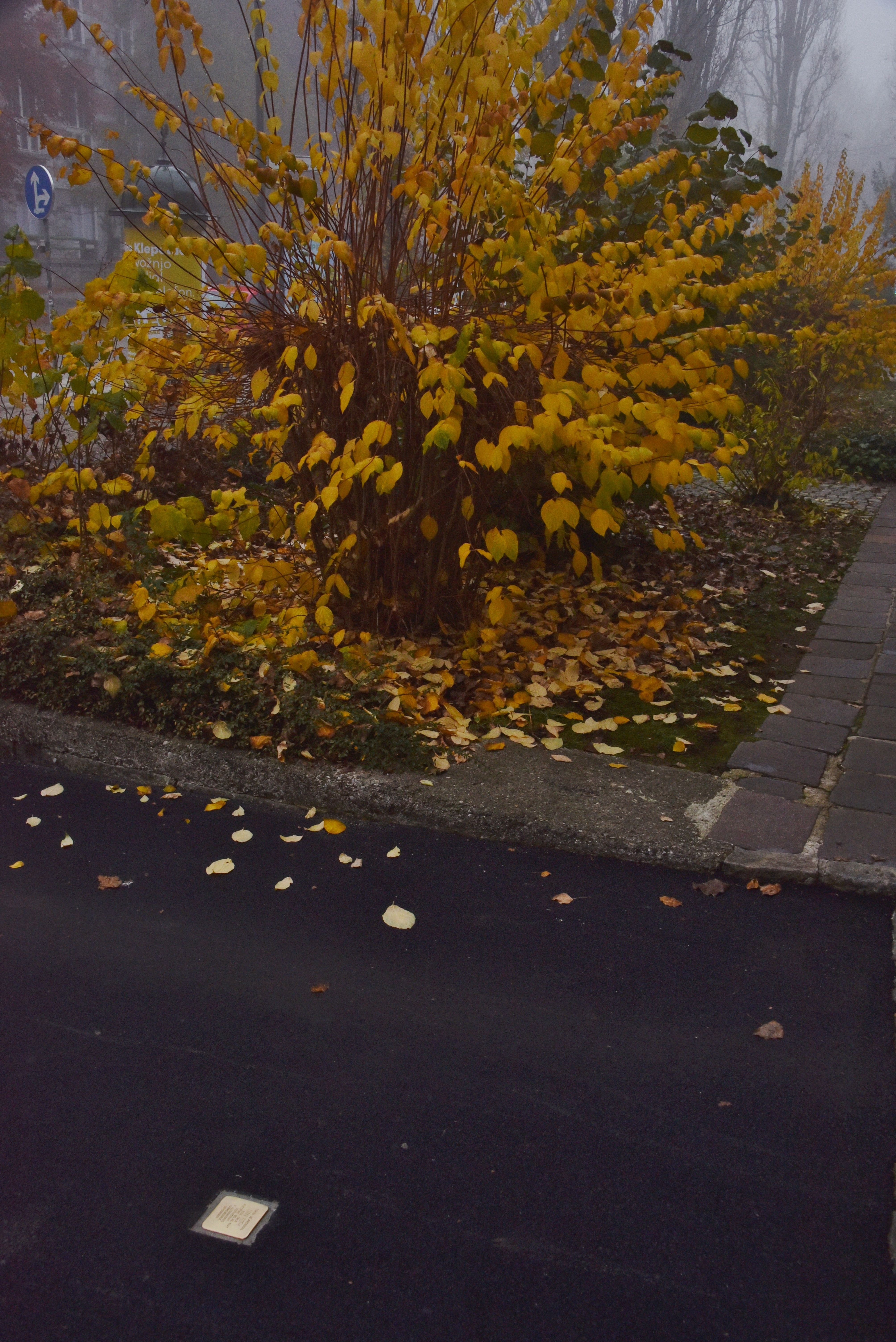
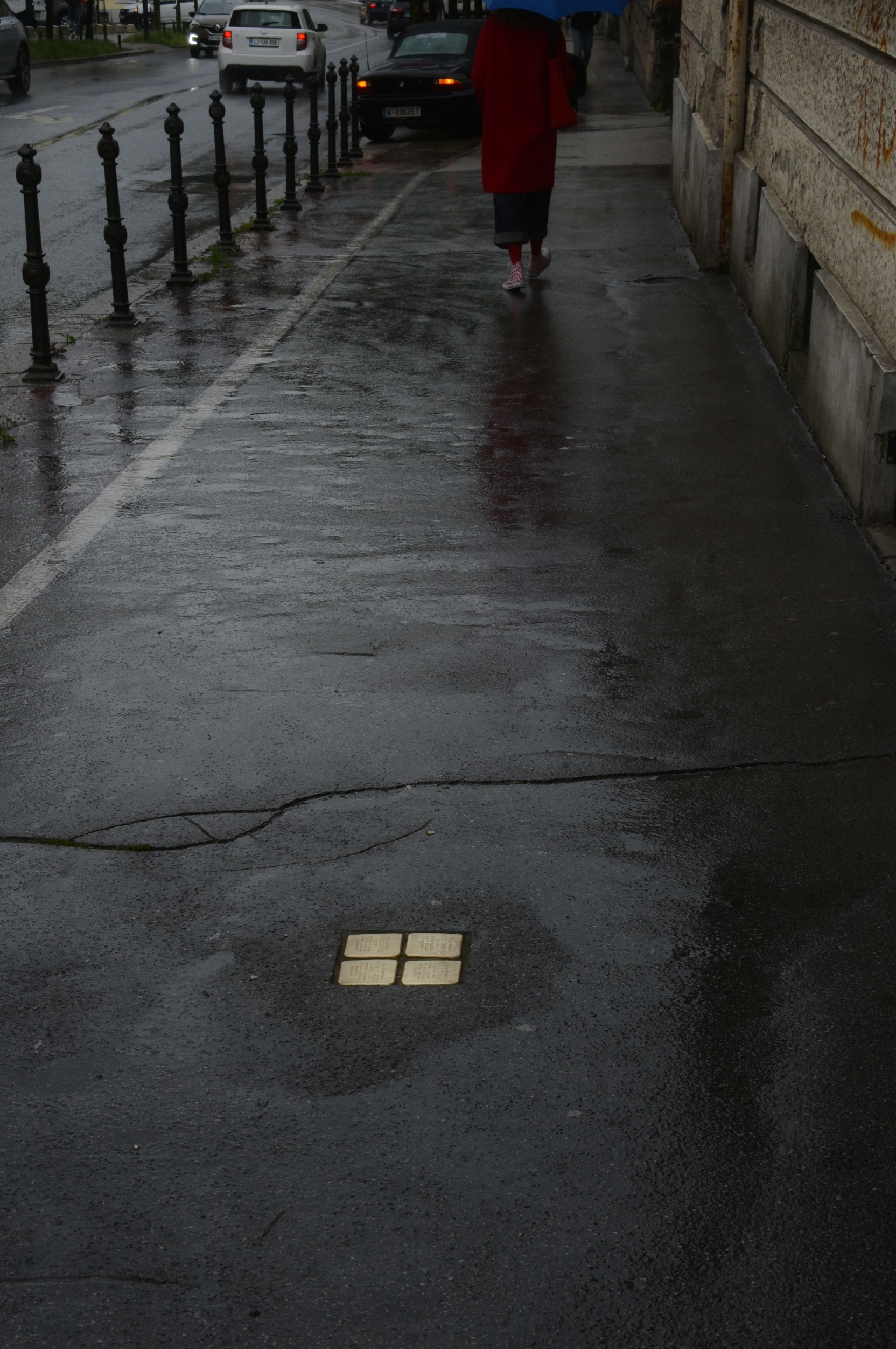